# Thủy điện Dốc Cáy
Thủy điện Dốc Cáy là thủy điện xây dựng tại xã Lương Sơn huyện Thường Xuân tỉnh Thanh Hóa, Việt Nam .
Thủy điện Dốc Cáy có công suất lắp máy 15 MW với 3 tổ máy, hoàn thành 2013 .
Thủy điện này lấy nước từ hồ của Thủy điện Cửa Đạt 19°52′52″B 105°16′47″Đ / 19,881077°B 105,279603°Đ, đoạn thuộc dòng sông Khao, và xả nước về phía sông Âm tới các kênh thủy lợi ở bắc sông Chu - nam sông Mã .
Tên công trình có xuất xứ từ tên "dốc Cáy" trên quốc lộ 47 đi qua vùng, là tên gắn với làng Cáy của xã Lương Sơn, huyện Thường Xuân.

## Chỉ dẫn
Tại Thanh Hóa có 14 dự án thủy điện nằm trong quy hoạch công bố 07/2015 :
1. Quy hoạch thủy điện vừa và lớn có 9 dự án là Trung Sơn (260 MW), Thành Sơn (30 MW), Hồi Xuân (102 MW), Bá Thước 1 (60 MW), Bá Thước 2 (80 MW), Cẩm Thủy 1 (28,6 MW), Cẩm Thủy 2 (32 MW), Cửa Đạt (97 MW) và Xuân Minh (15 MW).
2. Quy hoạch thủy điện nhỏ có 5 dự án là Trí Năng (3,6 MW), Dốc Cáy (15 MW), Sông Âm (13 MW), Bái Thượng (6 MW) và Tam Lư (7 MW).